# Sudreana rugosa
Sudreana rugosa är en skalbaggsart som beskrevs av Karl Adlbauer 2006. Sudreana rugosa ingår i släktet Sudreana och familjen långhorningar. Inga underarter finns listade i Catalogue of Life.